# 革命工人党（托洛茨基主义）
革命工人党（托洛茨基主义）（英语：Revolutionary Workers' Party (Trotskyist)）是英国的一个已不存在的托洛茨基主义-波萨达斯主义政党。该党成立于1962年，分裂自革命社会主义联盟。该党以阿根廷托洛茨基主义理论家J·波萨达斯的政治思想为指导。1970年代，该党发生了一次重大分裂，以Dave Douglass为首的一派退党另行组建了社会主义联盟（国际主义）。该党间断地出版刊物《红旗》直到2000年。该党曾是第四国际波萨达斯主义者的成员。